# Kaukab Abū el Hījā
Kaukab Abū el Hījā (hebreiska: כוכב אנו אל היג’א, Kawkab Abū el Hījā) är en ort i Israel.   Den ligger i distriktet Norra distriktet, i den norra delen av landet. Kaukab Abū el Hījā ligger 408 meter över havet och antalet invånare är 2 800.
Terrängen runt Kaukab Abū el Hījā är kuperad åt nordost, men åt sydväst är den platt. Kaukab Abū el Hījā ligger uppe på en höjd.Runt Kaukab Abū el Hījā är det ganska tätbefolkat, med 80 invånare per kvadratkilometer. Närmaste större samhälle är Nasaret, 15,6 km söder om Kaukab Abū el Hījā. Trakten runt Kaukab Abū el Hījā består till största delen av jordbruksmark.